# DFB-Junioren-Vereinspokal 2011/12
Der DFB-Junioren-Vereinspokal 2011/12 ist die 26. Austragung dieses Wettbewerbs. Er begann am 6. August 2011 und endet mit dem Finale am 12. Mai 2012.

## Teilnehmende Mannschaften
Am Wettbewerb nehmen die Juniorenpokalsieger der 21 Landesverbände des DFB teil:
- TSV Lägerdorf (Schleswig-Holstein)
- Hamburger SV (Hamburg)
- Werder Bremen (Bremen)
- VfL Wolfsburg (Niedersachsen)
- Hansa Rostock (Mecklenburg-Vorpommern)
- Hertha BSC (Berlin)
- Energie Cottbus (Brandenburg)
- Hallescher FC (Sachsen-Anhalt)
- Chemnitzer FC (Sachsen)
- FC Carl Zeiss Jena (Thüringen)
- Bonner SC (Mittelrhein)
- Rot-Weiss Essen (Niederrhein)
- FC Schalke 04 (Westfalen)
- TuS Mayen (Rheinland)
- 1. FC Kaiserslautern (Südwest)
- 1. FC Saarbrücken (Saarland)
- Eintracht Frankfurt (Hessen)
- VfB Stuttgart (Württemberg)
- TSG 1899 Hoffenheim (Baden)
- SC Freiburg (Südbaden)
- 1. FC Nürnberg (Bayern)

## 1. Runde
In der 1. Runde spielten zehn Teilnehmer fünf Achtelfinalisten aus. Die restlichen elf Teilnehmer erhielten Freilose und stiegen erst im Achtelfinale in den Wettbewerb ein.
| Datum      |                    | Ergebnis                         |                      |
| ---------- | ------------------ | -------------------------------- | -------------------- |
| 06.08.2011 | FC Carl Zeiss Jena | 1:1 n. V. (1:1, 1:0) (4:1 i. E.) | 1. FC Saarbrücken    |
| 07.08.2011 | Chemnitzer FC      | 2:2 n. V. (2:2, 0:0) (8:7 i. E.) | 1. FC Kaiserslautern |
| 07.08.2011 | Hallescher FC      | 2:7 (0:3)                        | Hertha BSC           |
| 07.08.2011 | FC Schalke 04      | 0:2 (0:0)                        | VfB Stuttgart        |
| 12.08.2011 | TSV Lägerdorf      | 1:16 (0:6)                       | 1. FC Nürnberg       |

## Achtelfinale
| Datum      |                    | Ergebnis             |                     |
| ---------- | ------------------ | -------------------- | ------------------- |
| 15.09.2011 | Hertha BSC         | 5:0 (1:0)            | Energie Cottbus     |
| 16.09.2011 | Hamburger SV       | 2:1 n. V. (1:1, 1:1) | Werder Bremen       |
| 17.09.2011 | Chemnitzer FC      | 3:2 (2:0)            | Bonner SC           |
| 18.09.2011 | FC Carl Zeiss Jena | 3:2 (1:1)            | TuS Mayen           |
| 18.09.2011 | VfL Wolfsburg      | 0:2 (0:1)            | Hansa Rostock       |
| 18.09.2011 | SC Freiburg        | 4:2 n. V. (2:2, 1:1) | Eintracht Frankfurt |
| 18.09.2011 | Rot-Weiss Essen    | 2:0 (2:0)            | VfB Stuttgart       |
| 18.09.2011 | 1. FC Nürnberg     | 2:1 (0:0)            | TSG 1899 Hoffenheim |

## Viertelfinale
| Datum      |                    | Ergebnis                         |                |
| ---------- | ------------------ | -------------------------------- | -------------- |
| 14.10.2011 | Hamburger SV       | 2:0 (1:0)                        | Hansa Rostock  |
| 16.10.2011 | Rot-Weiss Essen    | 1:1 n. V. (1:1, 1:1) (4:5 i. E.) | 1. FC Nürnberg |
| 16.10.2011 | Chemnitzer FC      | 1:1 n. V. (1:1, 0:1) (3:5 i. E.) | SC Freiburg    |
| 16.10.2011 | FC Carl Zeiss Jena | 1:3 (0:3)                        | Hertha BSC     |

## Halbfinale
| Datum      |                | Ergebnis                         |              |
| ---------- | -------------- | -------------------------------- | ------------ |
| 10.03.2012 | SC Freiburg    | 3:1 n. V. (1:1, 1:0)             | Hamburger SV |
| 11.03.2012 | 1. FC Nürnberg | 2:2 n. V. (1:1, 1:0) (1:4 i. E.) | Hertha BSC   |

## Finale
| Paarung        | SC Freiburg – Hertha BSC |
| Ergebnis       | 2:1 (2:1) |
| Datum          | 12. Mai 2012 |
| Stadion        | Olympiapark Amateurstadion, Berlin |
| Zuschauer      | 4350 |
| Schiedsrichter | Tobias Christ (Münchweiler an der Rodalb) |
| Tore           | 1:0 Gabriele (13.) 2:0 Gabriele (15.) 2:1 Obst (45.) |
| SC Freiburg    | Dominik Bergdorf – Christian Günter , Matthias Ginter, Mike Schulz (50. Fabian Menig), Pierre Göppert (90. Nils Ehret) – Nico Gutjahr, Caleb Stanko – Mohamed Gouaida, Sandro Knab (77. Oguzhan Tasli), Sebastian Kerk – Daniele Gabriele (80. Amir Falahen) Cheftrainer: Martin Schweizer |
| Hertha BSC     | Philip Sprint – Glody Zingu, John Anthony Brooks, Atakan Yigitoglu, Nils Fiegen (82. Robert Andrich) – Jakob Regulski, Christian März (72. Pascal Borowski) – Jerome Kiesewetter (46. Tim Kleineberg), Maximilian Obst, Nico Schulz – Roussel Ngankam Cheftrainer: Jörg Schwanke           |
| Gelbe Karten   | Gouaida (38.), Günter (43.) – Obst (41.), Borowski (88.), Zingu |